# Auzonne
L’Auzonne est un ruisseau du sud-ouest de la France arrosant le sud du département de la Charente (région Nouvelle-Aquitaine), affluent de la Dronne, donc sous-affluent de la Dordogne.

## Étymologie
Son nom est lié aux nombreux Alzon(ne), Auzon(ne), basés sur la racine pré-celtique alz- et le suffixe pré-latin -onna.

## Géographie

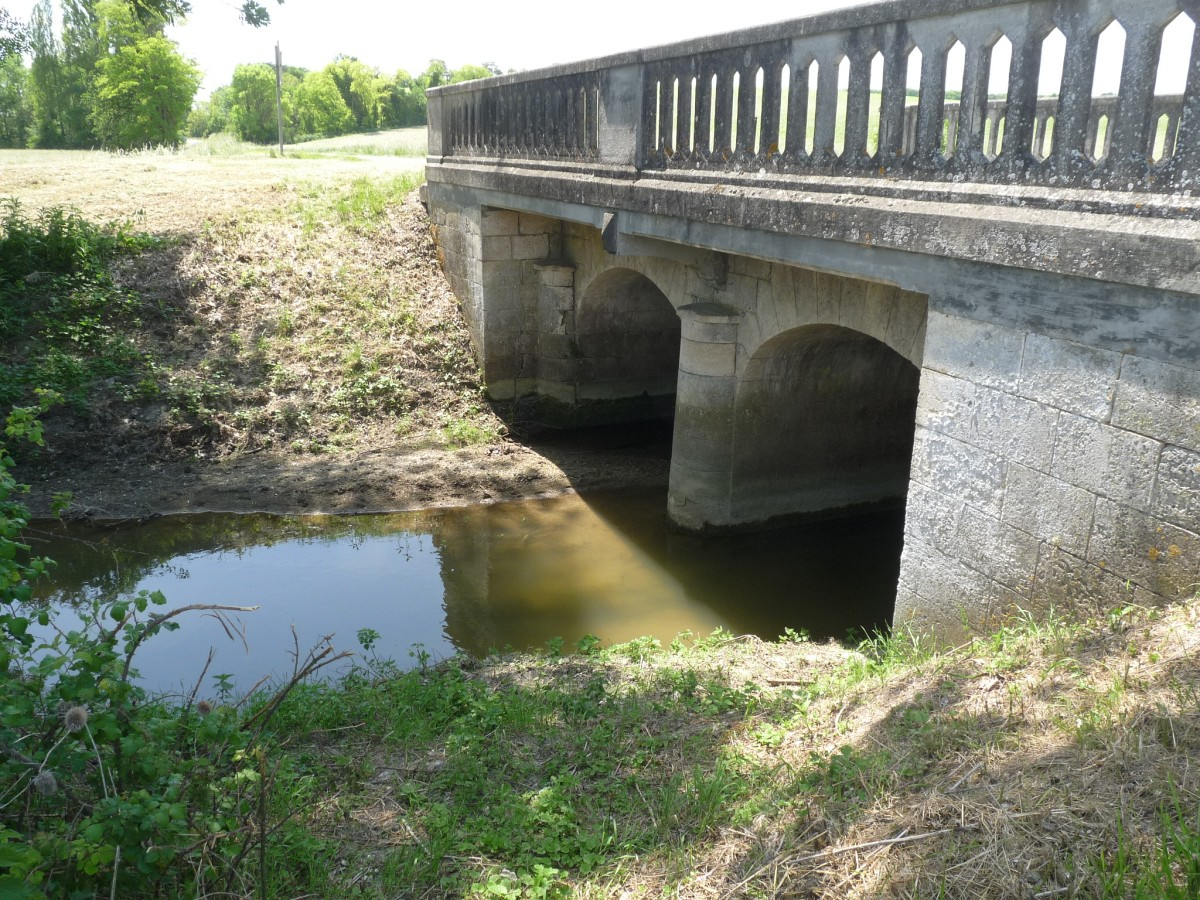
Le pont sur l'Auzonne, sur la D.17 entre Saint-Séverin et Nabinaud.

L'Auzonne prend sa source vers 140 mètres d'altitude sur la commune de Salles-Lavalette, près du lieu-dit l'Auberterie.
Elle rejoint la Dronne en rive droite au nord-ouest du bourg de Petit-Bersac, en limite des communes de Nabinaud et Saint-Séverin, dans la prairie de Clapejaud, vers 48 mètres d'altitude.
Sa longueur est de 13,3 km.

## Communes et cantons traversés
L'Auzonne traverse un seul département, sept communes et deux cantons :
- Charente
  - Salles-Lavalette (source)
  - Juignac
  - Bors
  - Pillac
  - Montignac-le-Coq
  - Saint-Séverin (confluence)
  - Nabinaud (confluence)

Soit en termes de cantons, l'Auzonne prend sa source sur le canton de Montmoreau-Saint-Cybard et conflue sur le canton d'Aubeterre-sur-Dronne.

## Affluent
L'Auzonne a un seul affluent contributeur référencé :
- Le ruisseau des Majestés, 3,9 km sur la commune de Juignac dans le canton de Montmoreau-Saint-Cybard[2].